# Zurgena (kommun)
Zurgena är en kommun i Spanien.   Den ligger i provinsen Provincia de Almería och regionen Andalusien, i den sydöstra delen av landet, 400 km söder om huvudstaden Madrid. Antalet invånare är 3 184. Arean är 72 kvadratkilometer.
Terrängen i Zurgena är kuperad västerut, men österut är den platt.